# 歌いもの

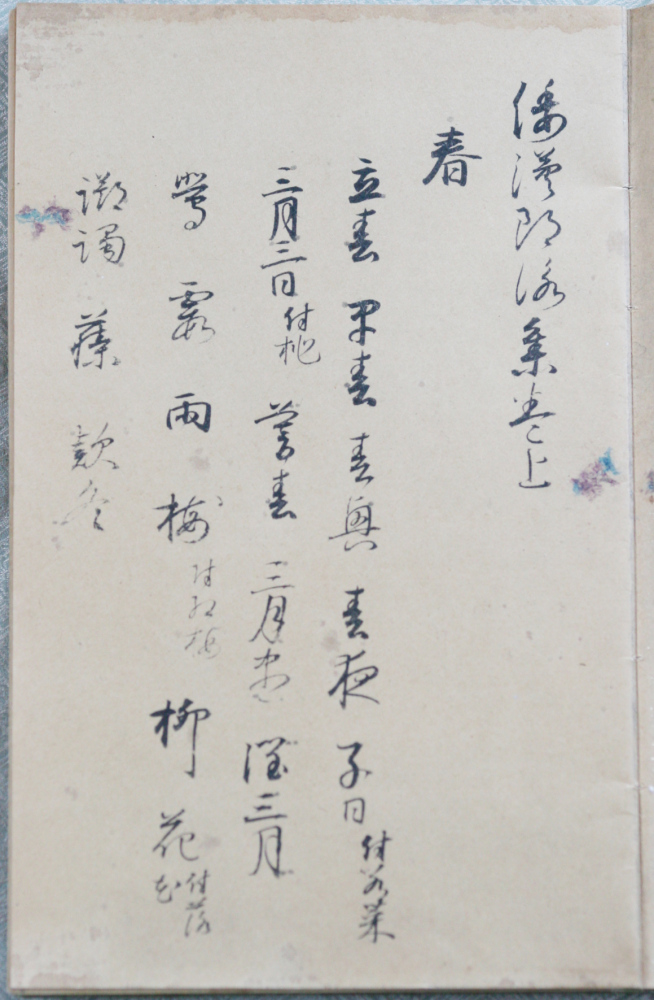
伊予切 『和漢朗詠集』

歌いもの（うたいもの）または謡物（うたいもの）とは、日本の伝統音楽（邦楽）における一ジャンルで、
1. （器楽曲に対して）日本の雅楽のなかで、催馬楽や朗詠など声楽の範疇に属する音楽の総称[1][注釈 1]｡
2. （「語りもの」に対して）日本の伝統的な声楽のなかで、地歌、長唄、端唄など、歌うことを目的とした音楽の総称[1]。多くの場合、「歌いもの」「歌もの」などと表記される｡
3. （能楽に関連して）能以外の種目で能に取材した作品群。「謡物」と表記される[2]。

である。本項では、1.と2.について説明する。3．については、「謡曲物」参照。

## 概要
冒頭に示したとおり、「歌いもの」の語は多義的であり、1つには、雅楽において声楽をともなう曲種の総称である。この場合には、器楽曲すなわち「曲（ごく）のもの」との対概念となる。より狭義には、番組編成形式としての「管絃」における声楽曲種のことを意味しており、具体的には催馬楽や朗詠などであるが、用語として今日用いられることは少ない。
声楽は、伝統的な日本音楽（邦楽）において、その大部分を占めている。日本音楽における声楽は、「歌いもの」と「語りもの」に大きく分けられる。「歌いもの」は、旋律やリズムなど、その音楽的要素が重視される楽曲であるのに対し、「語りもの」は詞章が何らかの物語性をもつ楽曲であり、語られる内容表現に重点が置かれる音楽である。
すなわち、声楽曲の様式分類用語として用いられる場合には「語りもの」と対をなす概念といえる。この場合、ことばの抑揚よりも旋律美が優先し、極端な場合、たとえば民謡における「追分形式」（小泉文夫による命名）などでは歌詞の一音が長く延伸され、そこに、細かい旋律的な装飾をともなうような例さえある。「歌いもの」は文字通り、日本語の「うた」によるが、「うた」の語源には諸説あり、そのなかには、言霊（言葉そのものがもつ霊力）によって相手の魂に対し激しく強い揺さぶりを与えるという意味の「打つ」からきたものとする説がある。その一方では、「歌う」の語源は「うった（訴）ふ」であり、歌うという行為には相手に伝えるべき内容（歌詞）の存在を前提としているという民俗学者折口信夫による見解もある。なお、音楽学者吉川英史は、日本伝統音楽における「うたう」と「語る」の一般的相違を以下のようにまとめている。
|            | うたう         | 語る           |
| ---------- | -------------- | -------------- |
| 使用音     | 音階による     | 音階によらない |
| リズム     | 規則的         | 不規則         |
| テンポ     | 遅い           | 速い           |
| メロディ   | 起伏が多い     | 起伏が少ない   |
| 母音の発声 | 長く引く       | 短い           |
| 内容       | 抽象的         | 具体的         |
| 性格       | 抒情的、詠嘆的 | 叙事的、説明的 |
| 全体構成   | 形式主義       | 内容主義       |

## 歴史

### 原始
先史時代より「歌いもの」は存在していたはずであるが、曲節は無論、歌詞も残されていないため再現不能である。ただし、日本に近接する無文字社会の民俗事例の検討より、以下のような諸特徴を有するものと推測される。
1. アニミズムはじめ原始信仰にもとづく歌謡が多かった。
2. 仕事や戦闘、恋愛など広い意味での生活に根ざした作品が多く、純然たる娯楽や芸術としての歌謡は存在しえなかった。
3. 数多くの一般人が即興的に自作自演した。
4. 即興的な自作自演のため、歌詞を思い考える時間をかせぐ意味もあって、テンポは概ねゆったりとしており、メロディはしばしば類型的にならざるをえなかった。

### 古代

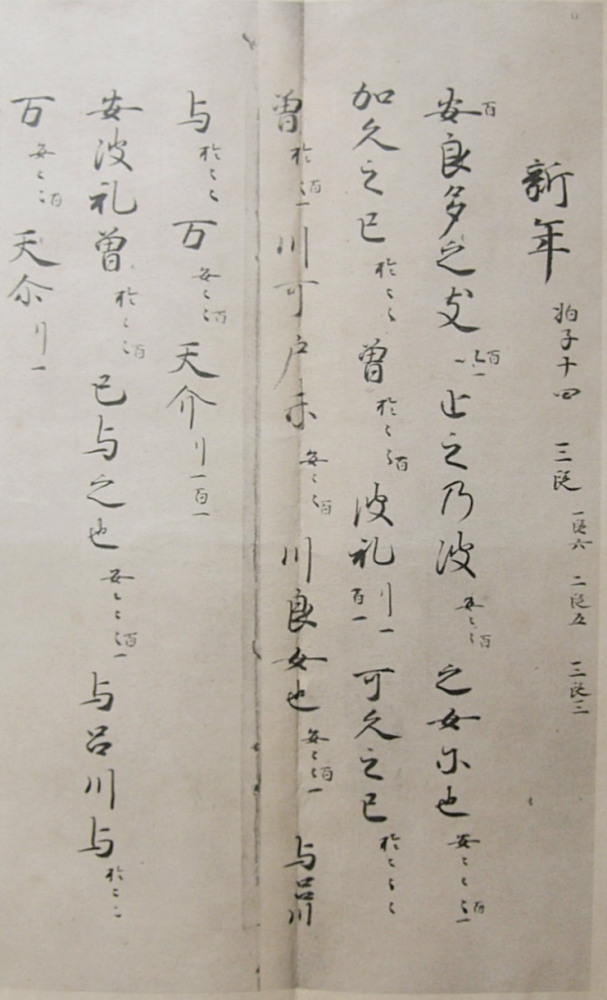
鍋島本 「催馬楽曲譜」

雅楽における「歌いもの」は、神楽歌、東遊歌（あずまあそびのうた）、久米歌など伝統的な儀式歌謡と、催馬楽、朗詠、今様などの遊宴ないし娯楽の場で歌われた新歌謡とに分類される。前者がいわば声楽的な歌謡であるのに対し、後者はむしろ外来音楽の器楽曲の影響を受けた音楽の流れに属し、「器楽的な声楽」と呼びうるものである。催馬楽よりも朗詠の方が、さらに今様の方が器楽性が希薄であり、このことから、徐々に器楽曲からの影響が減じていく様相がみてとれる。
院政期文化において隆盛をみた今様は、「当世風」という意味の普通名詞から音楽の一ジャンルをあらわす分類用語に転じたものであり、雅楽の系統に属するものばかりではなく、仏教歌謡である声明（聲明）に起源をもつものも少なくない。そして、後世の歌謡のあり方に大きな影響をあたえたのは、雅楽系統の今様ではなく、むしろ声明系の今様の方であった。音楽としての声明は、当初、外国からもたらされたサンスクリット語の梵讃や漢語の漢讃が主流であったが、やがて「和讃」と呼称される純日本製の声明がつくられ、さらにそれが民衆化して「御詠歌」と称される歌いものがさかんにつくられた。声明は後世、平曲や謡曲、民謡、浄瑠璃などの発展の基礎をつくり、単旋律音楽に与えた影響がきわめて大きい。
なお、郢曲（えいきょく）は平安時代初期には朗詠、催馬楽、神楽歌、風俗歌など宮廷歌謡の総称であったが、平安中期には今様（今様歌）を含むようになり、平安末期からは神歌（かみうた）、足柄、片下（かたおろし）、古柳（こやなぎ）、沙羅林（さらのはやし）などの雑芸をも包含し、歌謡一般を指す広い意味のことばとなった。郢曲はまた最狭義では朗詠のみを指している。楽書『御遊抄』（『続群書類従』所収）などによれば、10世紀後半の円融天皇から11世紀後半・12世紀の白河天皇までの治世にあっては、宮廷音楽（雅楽）を担う者が、代々音楽を相承する特定の家柄（堂上楽家）によって独占的に選ばれていく傾向が強まっており、郢曲については、藤原頼宗の子孫藤原俊家・宗俊・宗忠らが藤原郢曲（「藤家」の郢曲）の家筋として固定されていった。また、敦実親王・源雅信を祖とする「源家」は郢曲および陪従を伝承する家柄としてめざましく活躍した。

### 中世
中世においては、他の時代にもまして、歌いものに対して「語りもの」の比重が大きかった。楽器の伴奏にあわせて物語や叙事詩に節（メロディ）をつけて語る「語りもの」は、日本の中世音楽を特徴づけており、鎌倉時代の平曲や室町時代以降の浄瑠璃（古浄瑠璃）などは、その代表的な例といえる。
中世の歌いものでは、小歌が平安時代末期から江戸時代初期までの長い間、広く愛唱された歌謡として重要な地位を占める。「小歌」は、特に室町時代に大流行した歌いものであり、荘重さを求められた儀式用の「大歌」に対する名称で、遊宴に際して歌われて「軽く砕けた味を持つ」歌謡である。五音と七音を主とする短い詩型を採るものが多いが、必ずしも曲そのものの短小さを意味するものではなく、長大な作品も多い。世俗的な恋愛詩とみなすべきものが多く、民謡的ないし流行歌的な性格を有し、繊細で女性的、かつ優婉な曲節をともなっている。中世の小歌の歌詞を知るには永正15年（1518年）成立の『閑吟集』が好適であるが、その節回しは、現代も狂言の舞台において歌われている「小謡」によってうかがい知ることができる。今日歌われる狂言小謡のなかには『閑吟集』収載の歌と同一の歌詞のものが現存している。
なお、鎌倉時代に、前代の今様を受けて鎌倉を中心とする東国の武士たちに愛唱されたのが、早歌と呼ばれる長編歌謡であった。これは『源氏物語』や『和漢朗詠集』など日本の古典や仏典・漢籍を出典とする七五調を基本とする歌謡で、永仁4年（1296年）以前成立の歌謡集『宴曲集』は歌謡作者明空の編纂による。早歌はまた、しばしば上述した「郢曲」の範疇に含めることがあり、あるいは、公家の郢曲にかわる「武家の郢曲」ともいうべき性格を有する歌謡であるとの評価もある。その詞章には、武家ならでは思考法や美意識の反映がみられ、後代の曲舞や能楽の成り立ちにも多大な影響をあたえることとなった。

### 近世

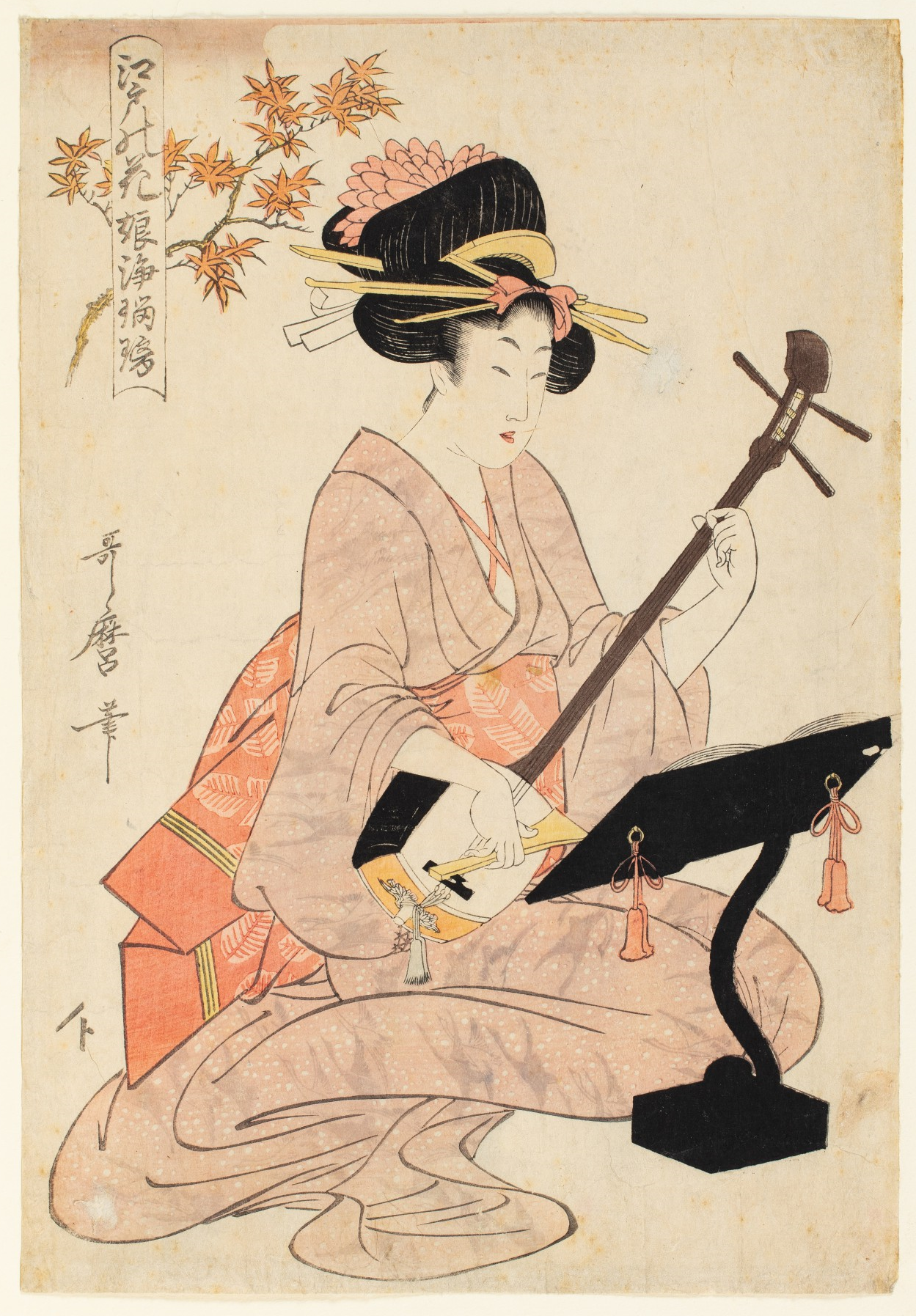
喜多川歌麿『三味線を弾く女』

近世の歌いものは、伴奏に三味線を用いるものが圧倒的に数が多い。なかでも三都をはじめとする江戸時代の都会で発達したものは「都節」と称する、半音を含む五音音階が用いられ、陰旋法の旋法で歌われた。
アジア大陸の三弦が琉球列島に渡って三線となり、日本に渡ったのは永禄5年（1562年）のこととされる。これが、三味線の起こりであるが、これよりほぼ50年のちに三味線音楽最古の芸術歌曲というべき三味線組歌が誕生しており、これが日本最古典の歌曲である。また、寛永（1624年-1644年）の初めころ摂津国において三味線分野で活躍した八橋検校が、江戸に下ったのち、箏を学び、半音を含む都節（陰旋法）音階の平調子と称される新調の弦を考案して近世箏曲を大成し、慶安（1648年-1652年）のころ、八橋十三組と呼ばれる箏組歌を完成させた。
近世邦楽における歌いものは、都市にあっては長唄・端唄・うた沢・小唄・上方歌などのお座敷唄（お座敷音楽）や劇場音楽、地方にあっては民謡としてそれぞれ独自に発展した。そのうち、長唄は江戸時代を代表する歌いものであり、元来は江戸歌舞伎の舞踊の伴奏として生まれた芝居唄であるが、庶民の習い事として浸透し、劇場を離れて声楽の1ジャンルとしての地位を確立したものである。
江戸時代の歌謡において、陽旋法を用いた開放的な民謡と、陰旋法を用いた抑制的な都会の歌謡とではきわめて対照的な性格を有する。また、上方を中心とする西日本の三味線音楽「地歌」は歌いものの要素を有する一方、器楽的要素を強くもっており、そのなかでも、ことに「手事物」と呼ばれる地歌では器楽的性格がいっそう強まっている。

### 近現代
文明開化期以降、「歌いもの」の従来の型は各方面において打破された。それにともない、それぞれの流派間ないし種目相互の縄張りや流儀も徐々に撤廃されていった。その結果誕生したのが、東明流である。東明流は、実業家でもあった平岡吟舟によって創始された新しい歌曲であり、謡曲や長唄、一中節、河東節、宮薗節、清元節などを集成して優美な性格をもつ。当初は創始者により「平岡節」、1910年（明治43年）後は「東明節」として発表されたものであり、「東明流」に改称されたのは1914年（大正3年）のことである。
明治以降のこうした新傾向をさらに推し進めた結果現れたのが、大和楽である。大和楽は、1933年（昭和8年）に大倉財閥の大倉喜七郎が、宮川源次（清元榮壽郎）の協力を得て創始した新邦楽であり、東明流に一中節、河東節、宮薗節、荻江節などの長所を導入し、さらにそれに洋楽の要素を加味して新しい音楽の創造を試みたものである。
なお、明治時代中期に、歌舞伎音楽からの完全な脱皮をはかり、「演奏会長唄」を確立した長唄研精会による新様式の長唄もまた、「歌いもの」近代化の事例のひとつと評価される。